# پوپوونیاک
پوپوونیاک (صربی: Popovnjak}} یک منطقهٔ مسکونی در صربستان است که در Despotovac واقع شده‌است.